# Sibylle Neff

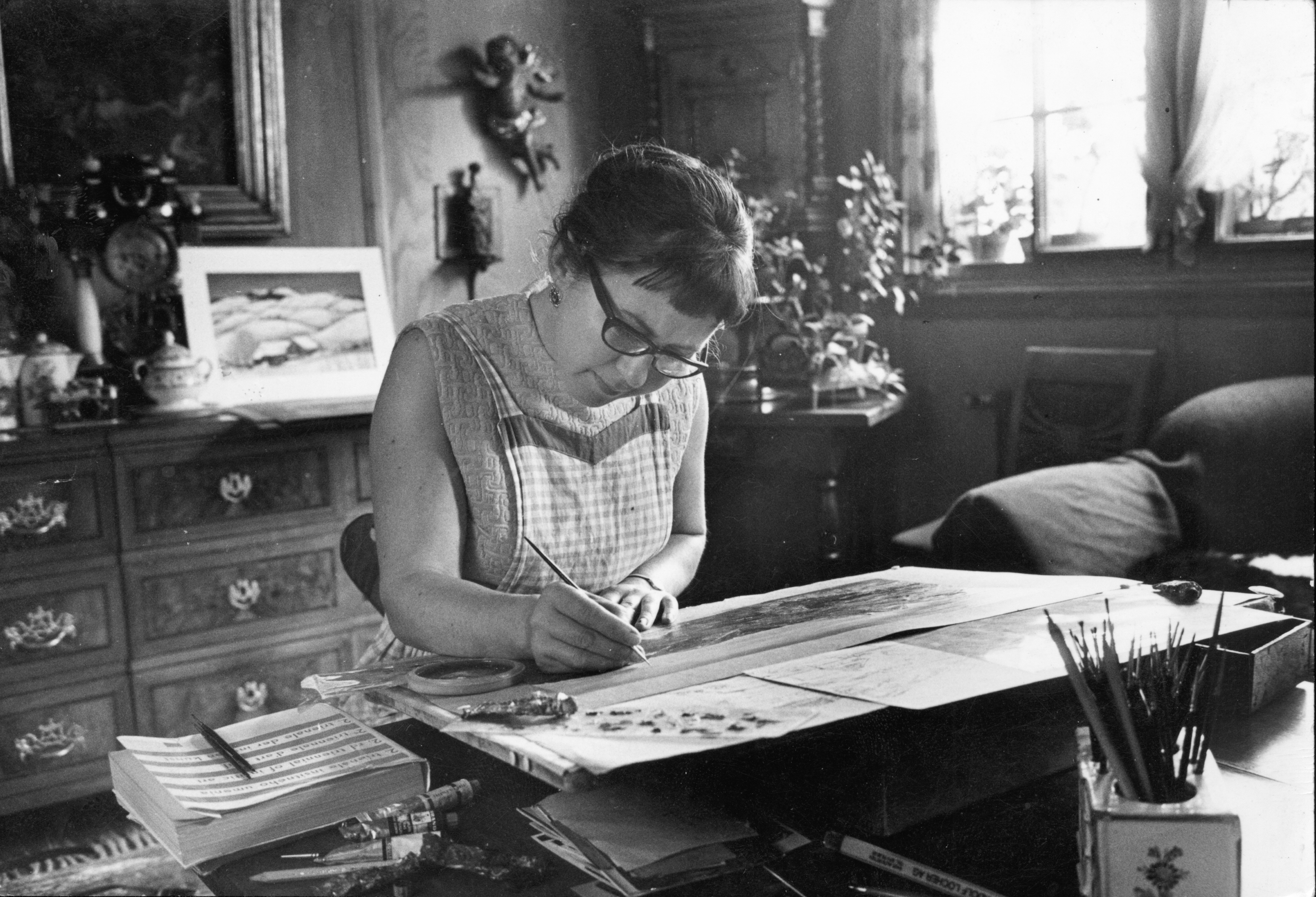
Sybille Neff beim Malen, 1970

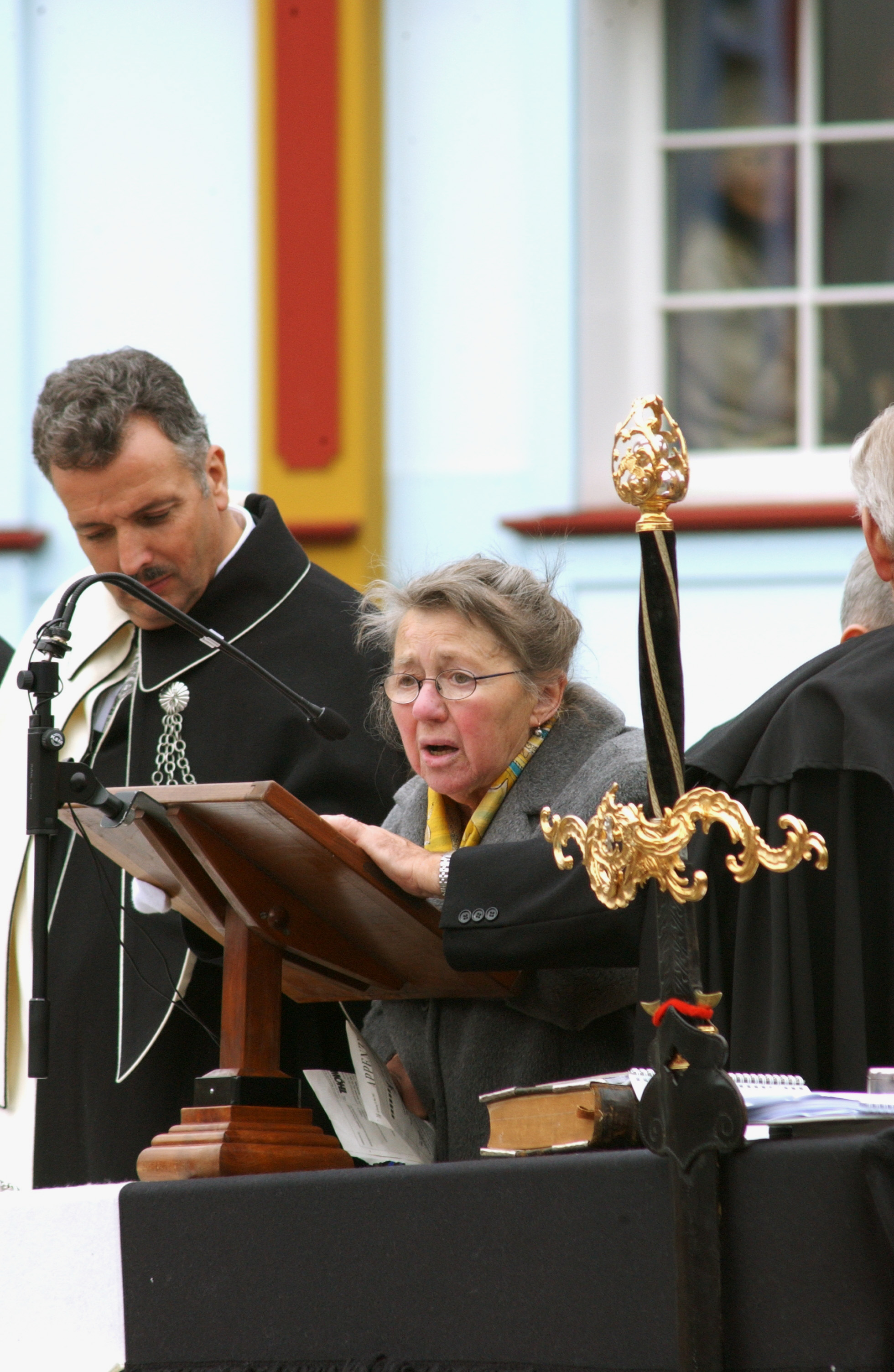
Sibylle Neff als Rednerin an der Landsgemeinde in Appenzell 2005, neben ihr Landweibel Anton Signer.

Sibylle Neff (* 14. März 1929 als Sibilla Veronika Ullmann in Basel; † 10. Juli 2010 in Appenzell; heimatberechtigt ebenda) war eine Schweizer naive Malerin aus dem Kanton Appenzell Innerrhoden. 2007 erhielt sie den Innerrhoder Kulturpreis.

## Leben und Wirken
Sibylle Neff wurde 1929 als uneheliche Tochter der damals siebzehnjährigen Berta Ullmann in Basel geboren. Dieses damals starke gesellschaftliche Stigma sollte sie ein Leben lang prägen. Sie wuchs in Appenzell auf, wo die Mutter einen Stickereiladen betrieb. Als sie elf Jahre alt war, heiratete ihre Mutter den Spengler Hermann Neff, worauf die Behörden erfolglos versuchten, Ullmann ihre Tochter wegzunehmen. Der Stiefvater eröffnete am Appenzeller Landsgemeindeplatz einen Spenglereibetrieb, wo Sibylle Neff nach dem Tod ihres Stiefvaters (1977) und ihrer Mutter (1987) zuhause war. 1962 konnte sie den Namen ihres Stiefvaters annehmen.
Schon früh offenbarte sich das zeichnerische Talent von Sibylle Neff. Der Bauernmaler Johann Baptist Zeller (1877–1959) erkannte dies und förderte sie als Mentor und Lehrer. Aus finanziellen Gründen konnte Neff nur ein paar Monate die Kunstgewerbeschule in St. Gallen besuchen. In der Folge brachte sie sich vieles autodidaktisch bei. Inspiriert von der Appenzeller Bauernmalerei entfaltete Neff ihr Schaffen im Stil der naiven Malerei. Die Neue Zürcher Zeitung bezeichnete ihren Stil als «sachliche Poesie». Neffs Werk umfasst Ölbilder und Bleistiftzeichnungen. Noch weitgehend unentdeckt ist die literarische Sibylle Neff, wobei hier vor allem die Epigramme zu erwähnen sind.
Ihre ersten Bilder verkaufte Neff Anfang der 1960er-Jahre, damit einher ging eine breite Berichterstattung in der Schweizer Presse (unter anderem Schweizer Familie, Annabelle und Neue Zürcher Zeitung). Erstmals konnte sie 1963 im Rahmen der Ausstellung 450 Jahre Appenzell in der Eidgenossenschaft in Zürich Werke ausstellen. Es folgte unter anderem 1966 und 1969 die Triennale der Naiven Kunst in Bratislava. 1971 wurde Neffs Wirken durch einen Eintrag in Bihalji-Merins Standardwerk Die Naiven der Welt international anerkannt.
Mit 33 Jahren wurde bei Sibylle Neff Epilepsie diagnostiziert. Der an den Solothurner Filmtagen 1994 prämierte Dokumentarfilm Nicht für die Liebe geboren? von Angela Meschini widmet sich der Künstlerin. Thema des persönlichen Porträts ist auch Neffs Schmerz darüber, ein Leben lang ledig geblieben zu sein, und wie sich diese Erfahrung in Kreativität umgestaltet hat.
Bekannt wurde Sibylle Neff auch als «Behördenschreck». Während Jahrzehnten wehrte sie sich öffentlichkeitswirksam und nicht immer nachvollziehbar gegen eine Durchfahrt zu einem Verwaltungsgebäude, welches durch ihren Vorgarten geführt hätte. Neben zahlreichen Leserbriefen, Inseraten und Transparenten an ihrem Haus trat sie wiederholt an der Innerrhoder Landsgemeinde ans Rednerpult. Ihr Bruder schrieb dazu im Nachruf: «Es durfte für ihre Probleme keine Lösung geben, weil ihr Geist das nicht zulassen konnte.»
Eine Versöhnung mit den Behörden von Appenzell Innerrhoden geschah in Form von zwei Würdigungen: 1999 fand im Museum Appenzell eine Ausstellung mit Sibylle Neffs Werken aus Anlass ihres 70. Geburtstags statt und 2007 folgte der Innerrhoder Kulturpreis der kantonalen Stiftung Pro Innerrhoden. Sibylle Neff starb mit 81 Jahren. Ihr Nachlass wird von der kurz vor ihrem Tod gegründeten Stiftung auf ihren Namen verwaltet. Seit 2014 ist ein Sibylle-Neff-Zimmer Bestandteil der Dauerausstellung im Museum Appenzell.

## Galerie

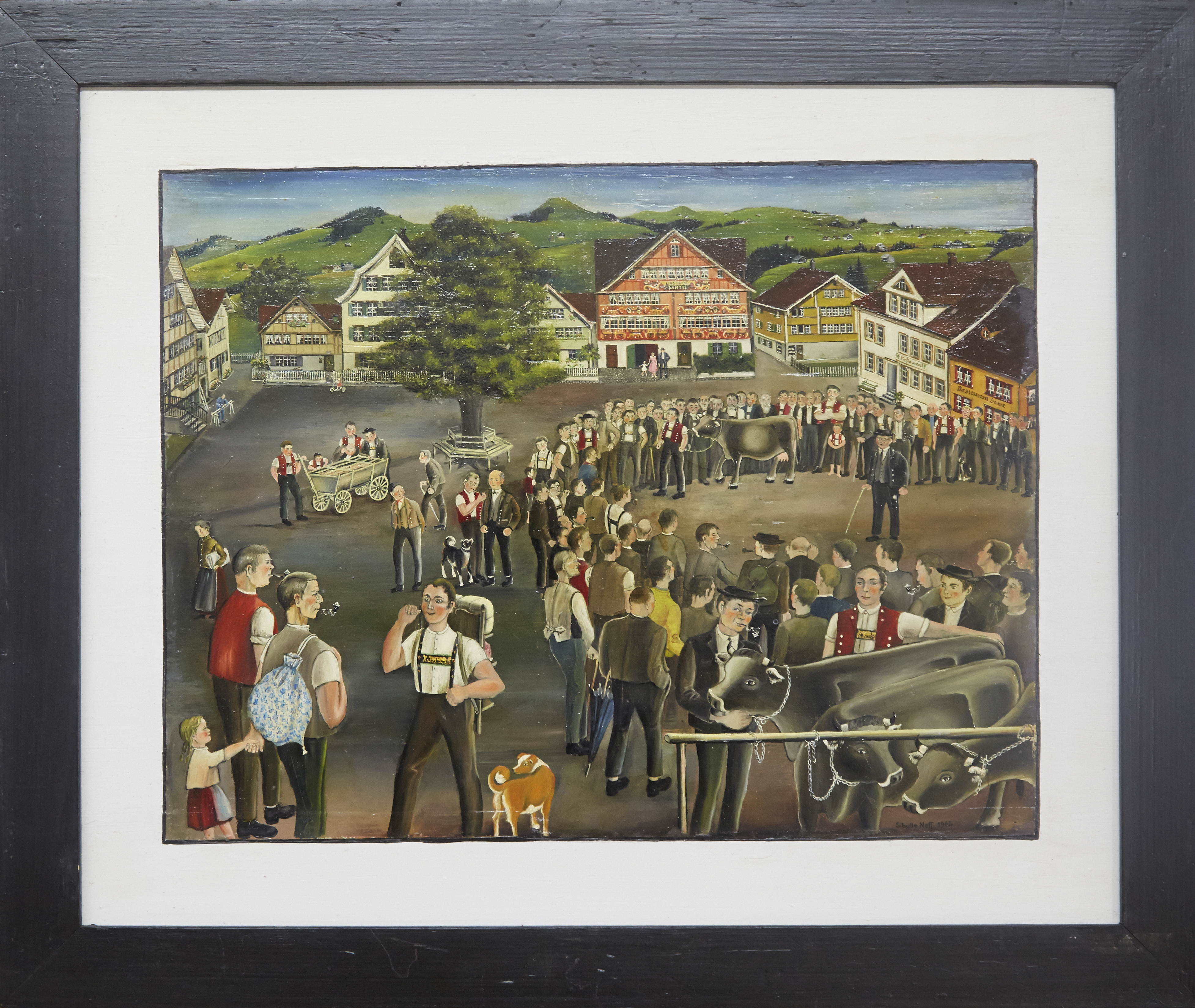
Viehgant auf dem Landsgemeindeplatz, 1962, Öl auf Holz
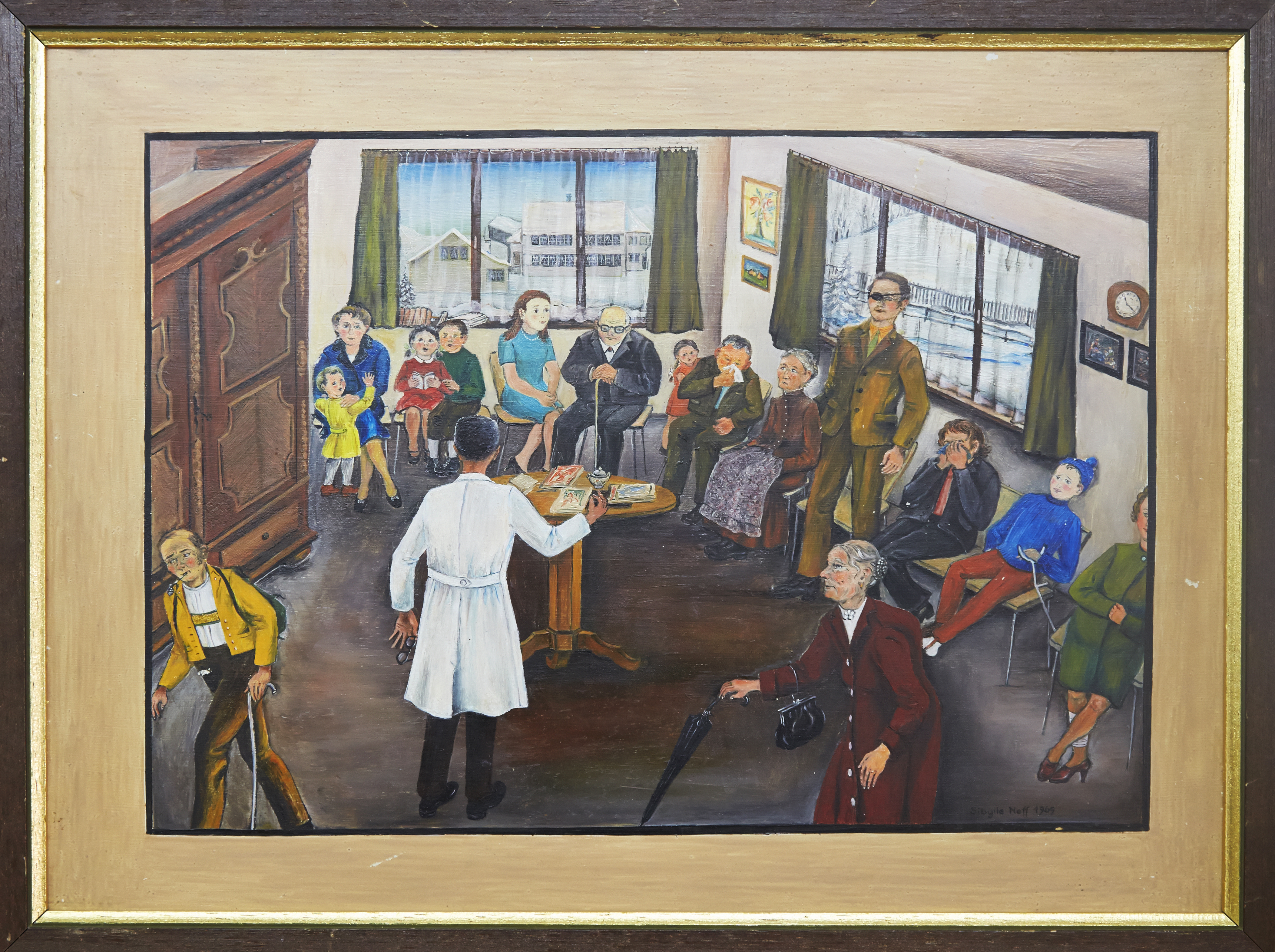
Der nervöse Arzt, 1969, Öl auf Malkarton
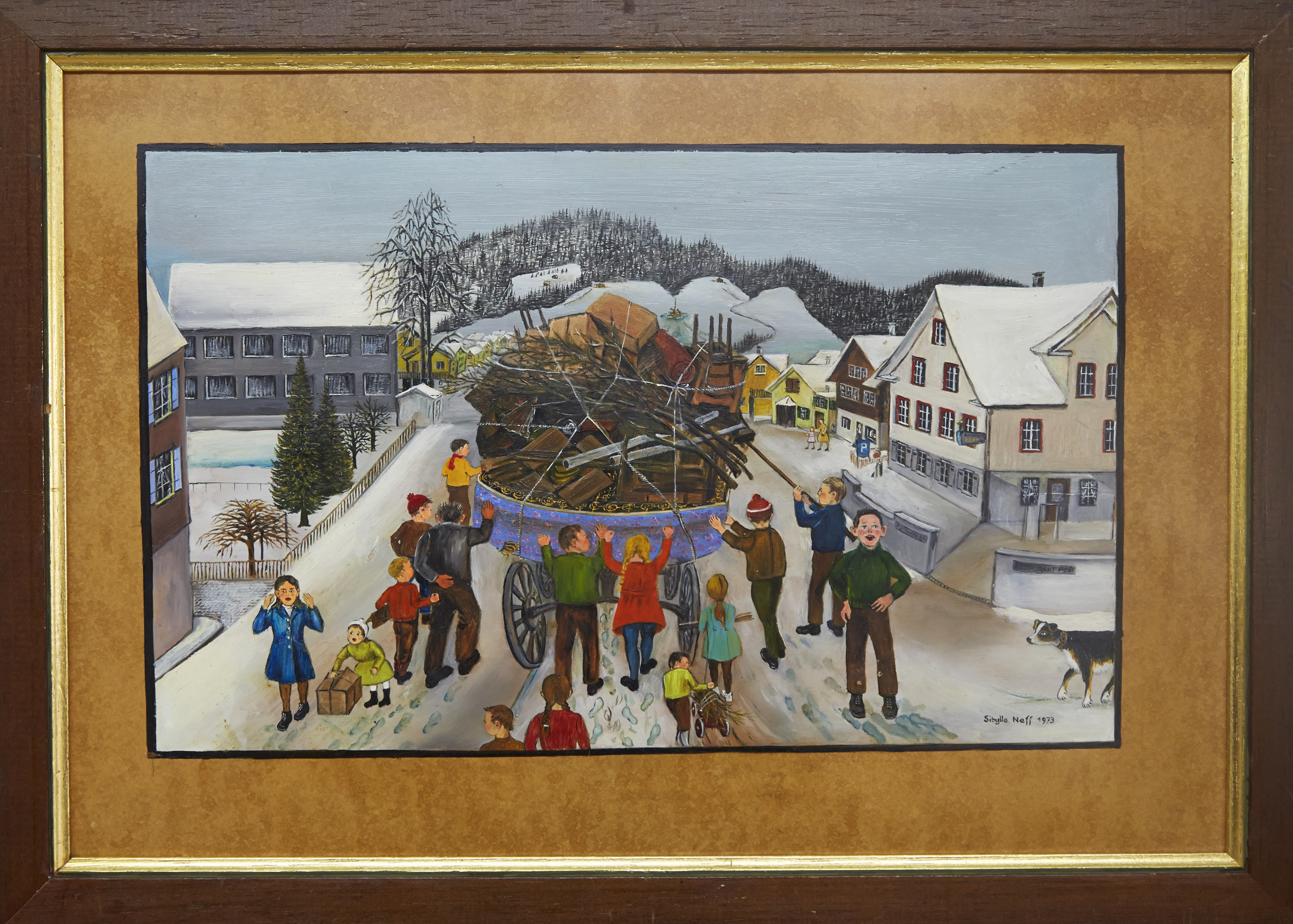
Funkensonntag, 1973, Öl auf Malkarton
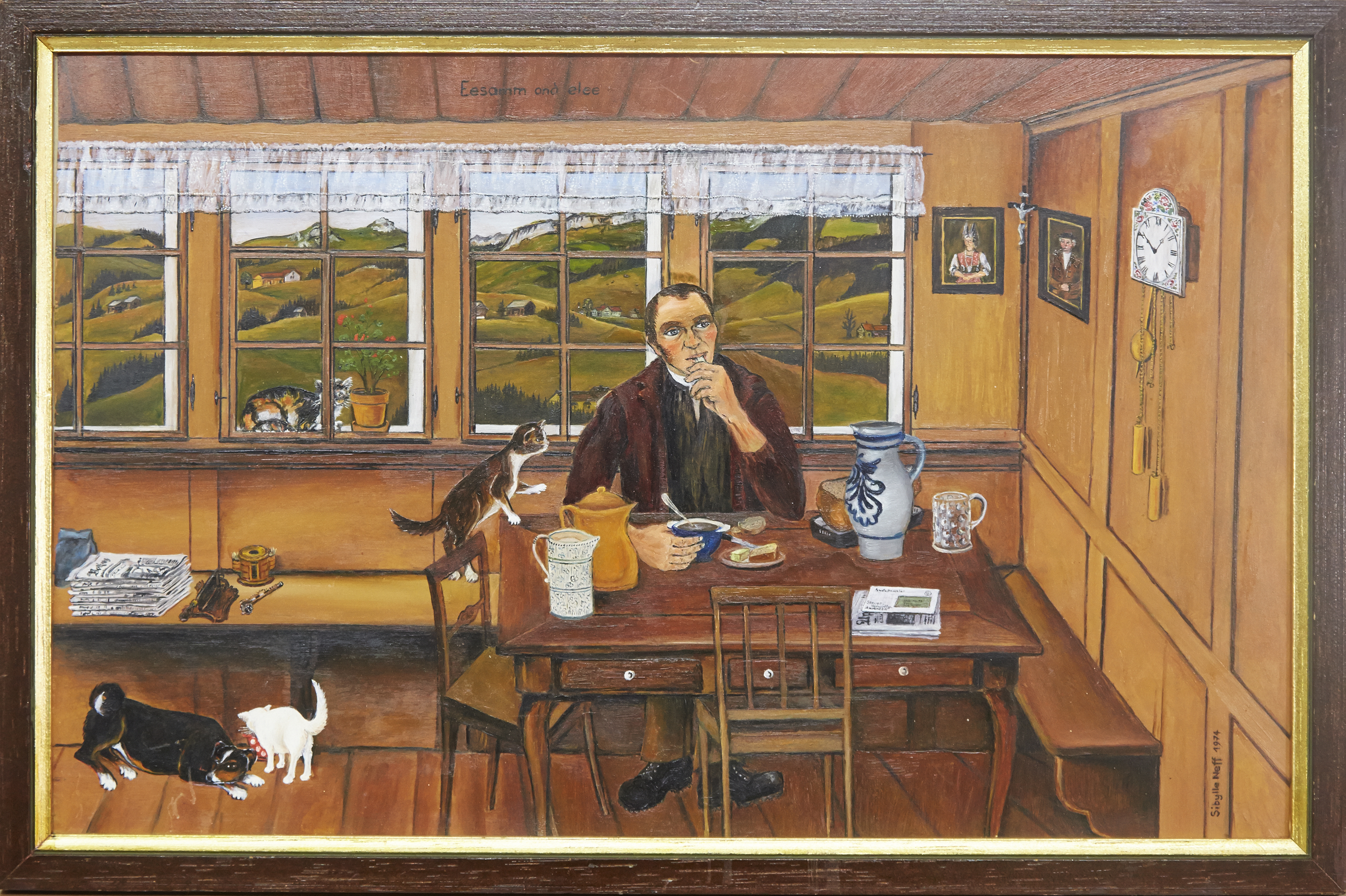
Eesamm ond elee (Einsam und allein), 1974, Öl auf Malkarton
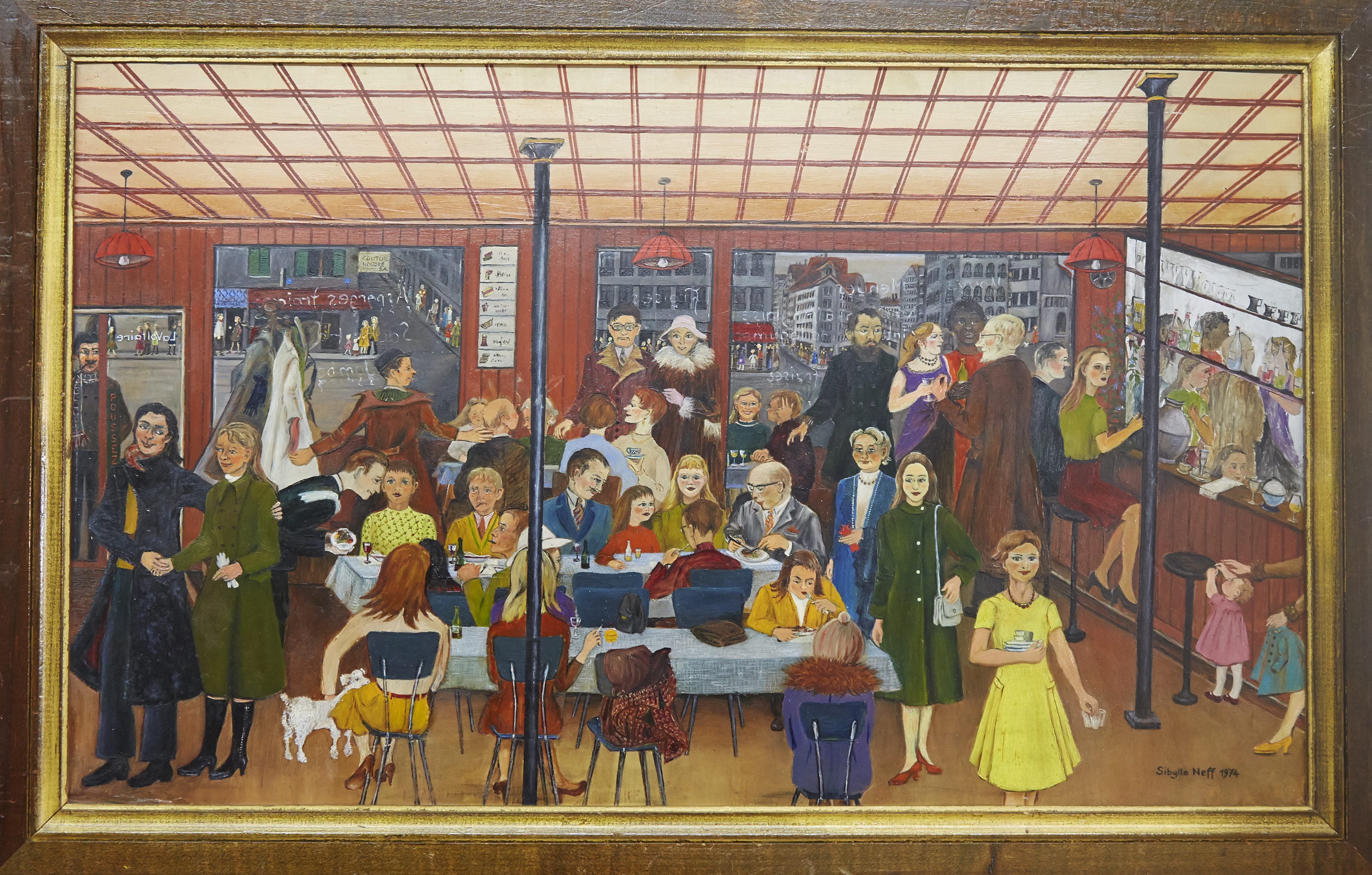
Grossstadtleben Paris, 1974, Öl auf Malkarton
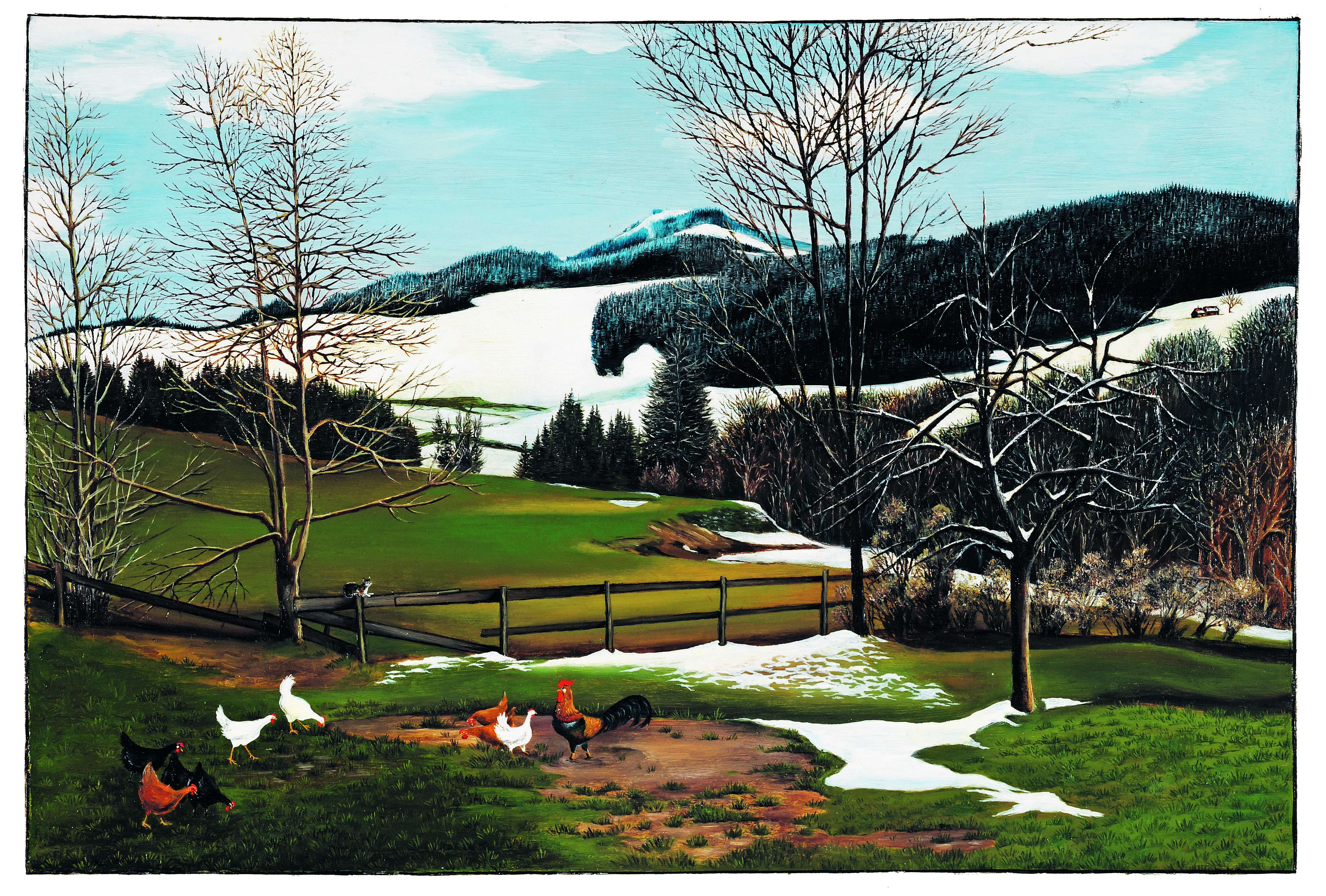
Auferstehung, 1978, Öl auf Holz
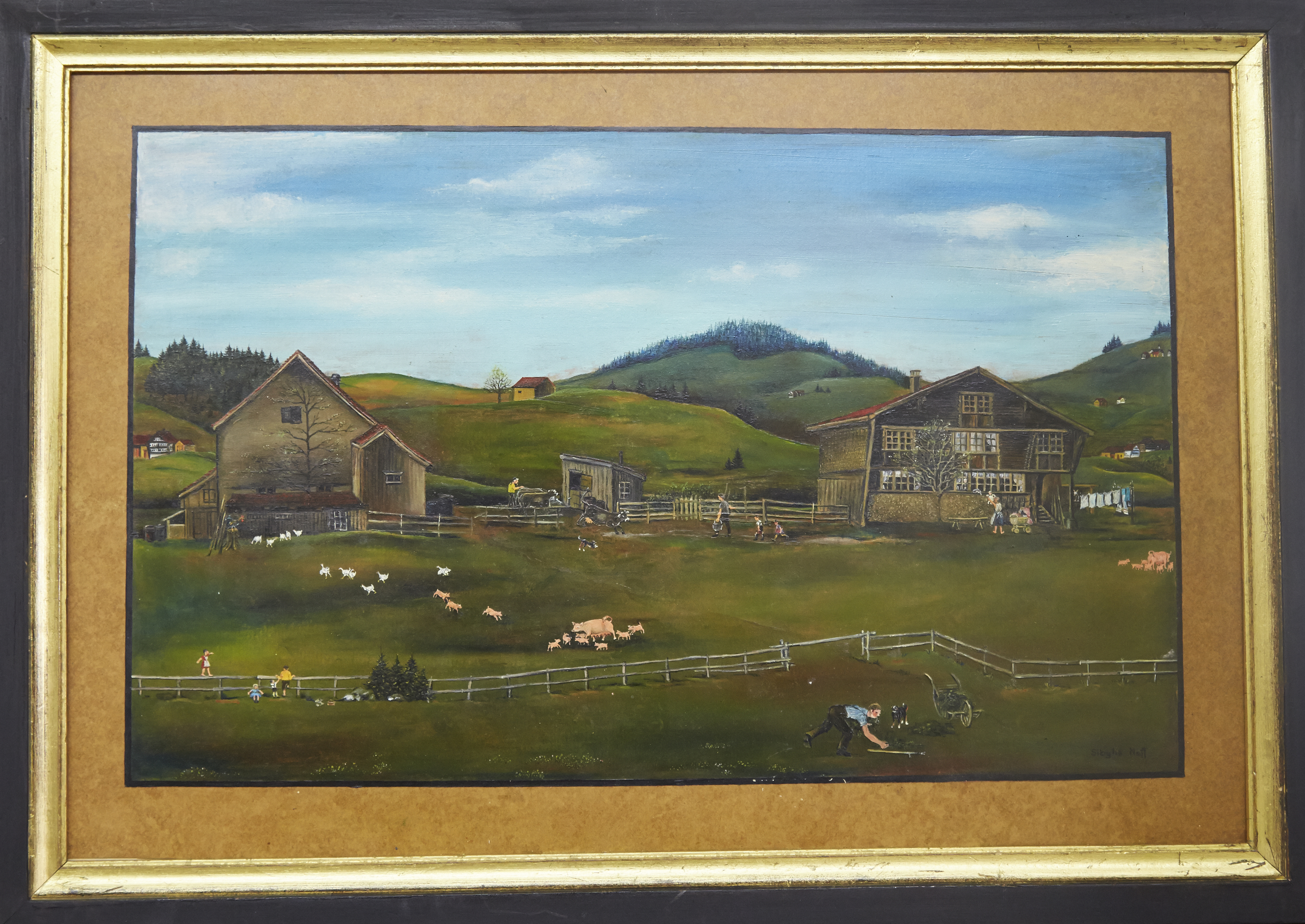
Eine kleine Welt, ohne Jahrgang, Öl auf Malkarton

## Film
- Angela Meschini: Nicht für die Liebe geboren? Dokumentarfilm. 1994.